# Коллинс (тауншип, Миннесота)
Коллинс (англ. Collins) — тауншип в округе Мак-Лауд, Миннесота, США. На 2000 год его население составило 476 человек.

## География
По данным Бюро переписи населения США площадь тауншипа составляет 92,3 км², из которых 88,3 км² занимает суша, а 3,9 км² — вода (4,27 %).

## Демография
По данным переписи населения 2000 года здесь находились 476 человек, 179 домохозяйств и 139 семей. Плотность населения — 5,4 чел./км². На территории тауншипа расположено 209 построек со средней плотностью 2,4 построек на один квадратный километр. Расовый состав населения: 98,32 % белых, 1,47 % афроамериканцев и 0,21 % азиатов. Испанцы или латиноамериканцы любой расы составляли 1,47 % от популяции тауншипа.
Из 179 домохозяйств в 34,6 % воспитывались дети до 18 лет, в 69,3 % проживали супружеские пары, в 3,4 % проживали незамужние женщины и в 22,3 % домохозяйств проживали несемейные люди. 18,4 % домохозяйств состояли из одного человека, при том 7,8 % из — одиноких пожилых людей старше 65 лет. Средний размер домохозяйства — 2,66, а семьи — 3,06 человека.
24,4 % населения — младше 18 лет, 5,7 % — в возрасте от 18 до 24 лет, 28,2 % — от 25 до 44, 27,5 % — от 45 до 64, и 14,3 % — старше 65 лет. Средний возраст — 41 год. На каждые 100 женщин приходилось 118,3 мужчин. На каждые 100 женщин старше 18 приходилось 123,6 мужчин.
Средний годовой доход домохозяйства составлял 55 278 долларов, а средний годовой доход семьи — 57 054 доллара. Средний доход мужчин — 32 159 долларов, в то время как у женщин — 26 518. Доход на душу населения составил 24 267 долларов. За чертой бедности находились 0,7 % семей и 1,0 % всего населения тауншипа, из которых 7,0 % старше 65 лет.